# 津之郷村
津之郷村（つのごうむら）は、広島県沼隈郡にあった村。現在の福山市津之郷町にあたる。

## 地理
- 河川：芦田川、瀬戸川[2]

## 歴史
- 1889年（明治22年）4月1日、町村制の施行により、沼隈郡津之郷村、加屋村が合併して村制施行し、津之郷村が発足[1][2]。
- 1956年（昭和31年）9月30日、福山市に編入され廃止[1][2]。

### 地名の由来
往古港であったため。

## 産業
- 農業、養蚕、畳表[2]

## 教育
- 1891年（明治24年）小学校が津之郷小学校となる[2]。